# Comuna Liubșa, Jîdaciv
Liubșa (în ucraineană Любша) este o comună în raionul Jîdaciv, regiunea Liov, Ucraina, formată din satele Antonivka, Liubșa (reședința) și Mazurivka.

## Demografie
Componența lingvistică a comunei Liubșa
     Ucraineană (99,41%)
     Alte limbi (0,53%)
Conform recensământului din 2001, majoritatea populației comunei Liubșa era vorbitoare de ucraineană (99,41%), existând în minoritate și vorbitori de alte limbi.